# روبرت ماكنزي (سياسي)
روبرت ماكنزي هو سياسي كندي، ولد في 1 فبراير 1875 في كندا، وتوفي في 15 يناير 1942. حزبياً، نشط في الحزب الليبرالي الكندي. وقد انتخب عضو مجلس العموم الكندي.